# 磨山

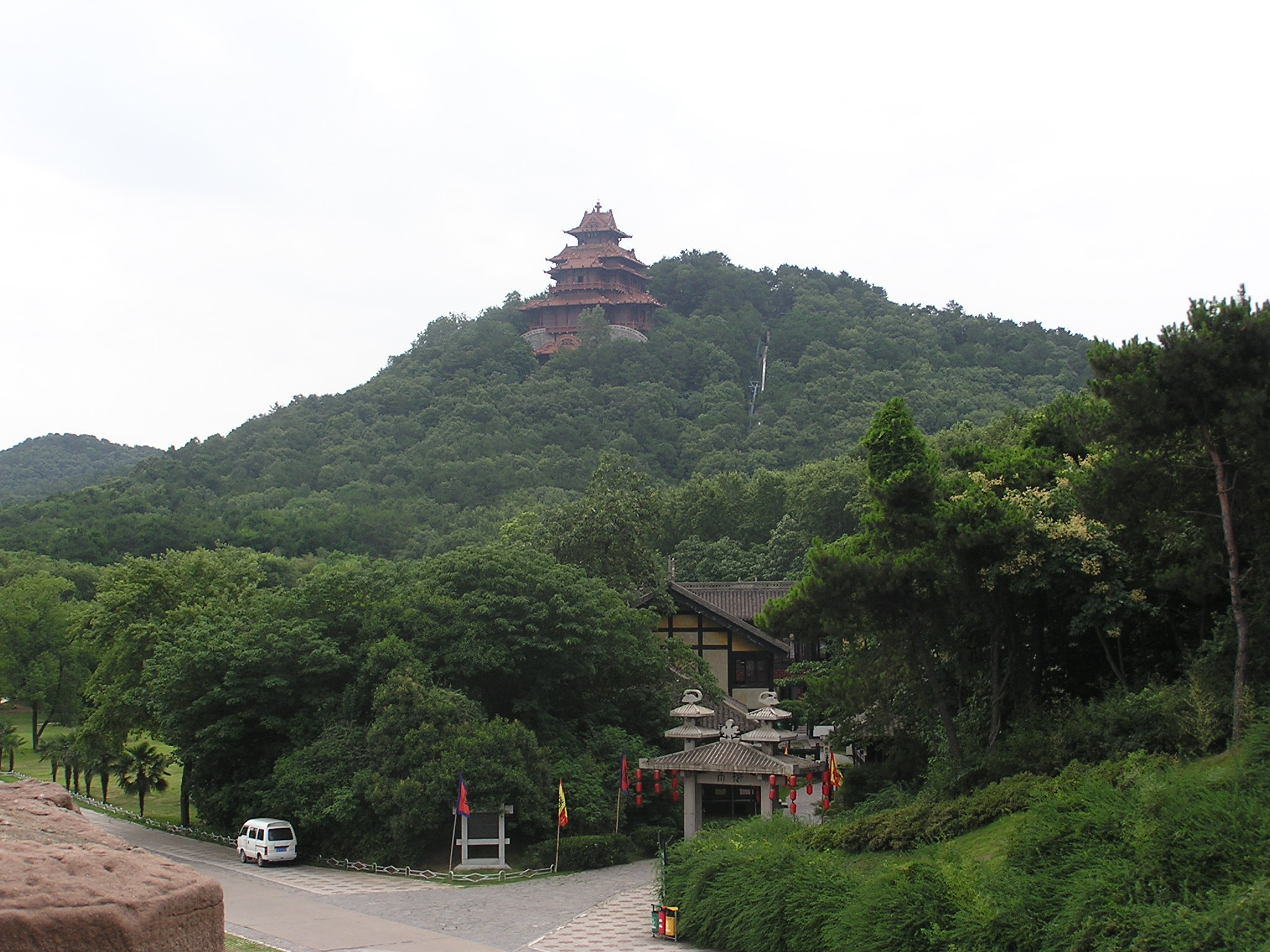
磨山

磨山又称磨儿山，位于湖北省武汉市洪山区境内，东、西、北三面被东湖环绕，南面与喻家山相望。东西长约2200米，南北宽约500米。有6座山峰，最高点东峰海拔116.3米。因山形圆如磨而得名。现为武汉东湖风景区的一部分，磨山景区从北开始，依次建有楚天极目、天台晨曦、常春花苑、朱碑耸萃等四景。还建有梅园、樱园、武汉植物园等。